# Тигры на вершине
«Ти́гры на верши́не» (кит. 惡徒, пиньинь E tu, англ. Tigers at Top) — кинофильм 1975 года режиссёра Би Ху. В 2003 был издан в формате DVD.

## Сюжет
Юноша, который владеет боевыми искусствами отправляется в путешествие. Ему приходится преодолевать препятствия, сражаться с врагами и защищать друзей. Он даже не подозревает, что ввязался в опасную историю, когда его просят перевести коллекцию золотых монет. Однако, затем выясняется что он стал жертвой ловкого обмана мошенников.

## В ролях
- Тянь Пэн
- Хуан Маньмяо
- Чжан Пэн
- Вэй Лун
- Ли Хун
- Гэ Сяобао[кит.]
- Шан Гуаньлян
- Гань Дэмэнь
- Ба Гэ
- Сюн Юнхуа
- Чэнь Баолян

## Другие названия
- Альтернативное название:
  - Tigers at the Top
- Французские названия:
  - Le Défi meurtrier des tigres noirs
  - Shaolin Contre Blackpanther
  - Les Tigres noirs